# 烏帽子山 (松崎町)
烏帽子山（えぼしやま）は、静岡県賀茂郡松崎町雲見にある伊豆半島南西部に位置する標高162 mの山。

## 概要
伊豆半島西南海岸の雲見崎にあり、山上には雲見浅間神社がある。1937年（昭和12年）6月15日に指定された国の名勝「伊豆西南海岸」の一部で、その特別地区（A地区）の指定を受けている。山域は富士箱根伊豆国立公園の特別地域の指定を受けている。山体はかつて海底火山にあったマグマの通り道が地上に現れた火山の根（火山岩頸）であり、伊豆半島ジオパークにおける西伊豆エリアの岩地・石部・雲見ジオサイトとされている。山域の雲見漁港を取り囲む崖では、海底に堆積した火山灰と軽石の地層で形成された縞模様が見られる。
東山麓の国道136号の沿線に、雲見浅間神社参拝者用の駐車場とトイレがあり、西側に参道が続く。その入口に鳥居があり、付近に夫婦松の御神木がある。約130段の石段の上に拝殿、その先の急な約320段の石段の上には中之宮がある。その上部に山道があり、山頂に本殿がある。本殿の南側にある大岩には展望台が設置されていて、南側に千貫門、北西に駿河湾越しの南アルプス、北に堂ヶ島と富士山などを望むことができる。地元雲見では「この山で富士山を褒めると怪我をする」などの言い伝えがあり、日本神話の伝承により、この山は富士山のお姉さんと呼ばれている。
2016年（平成28年）3月12日に山域の岩場でロッククライミング中に死亡事故が発生した。これを受け同年3月27日に宮司などによる委員会により、烏帽子山でのロッククライミングを禁止とする決定がなされた。

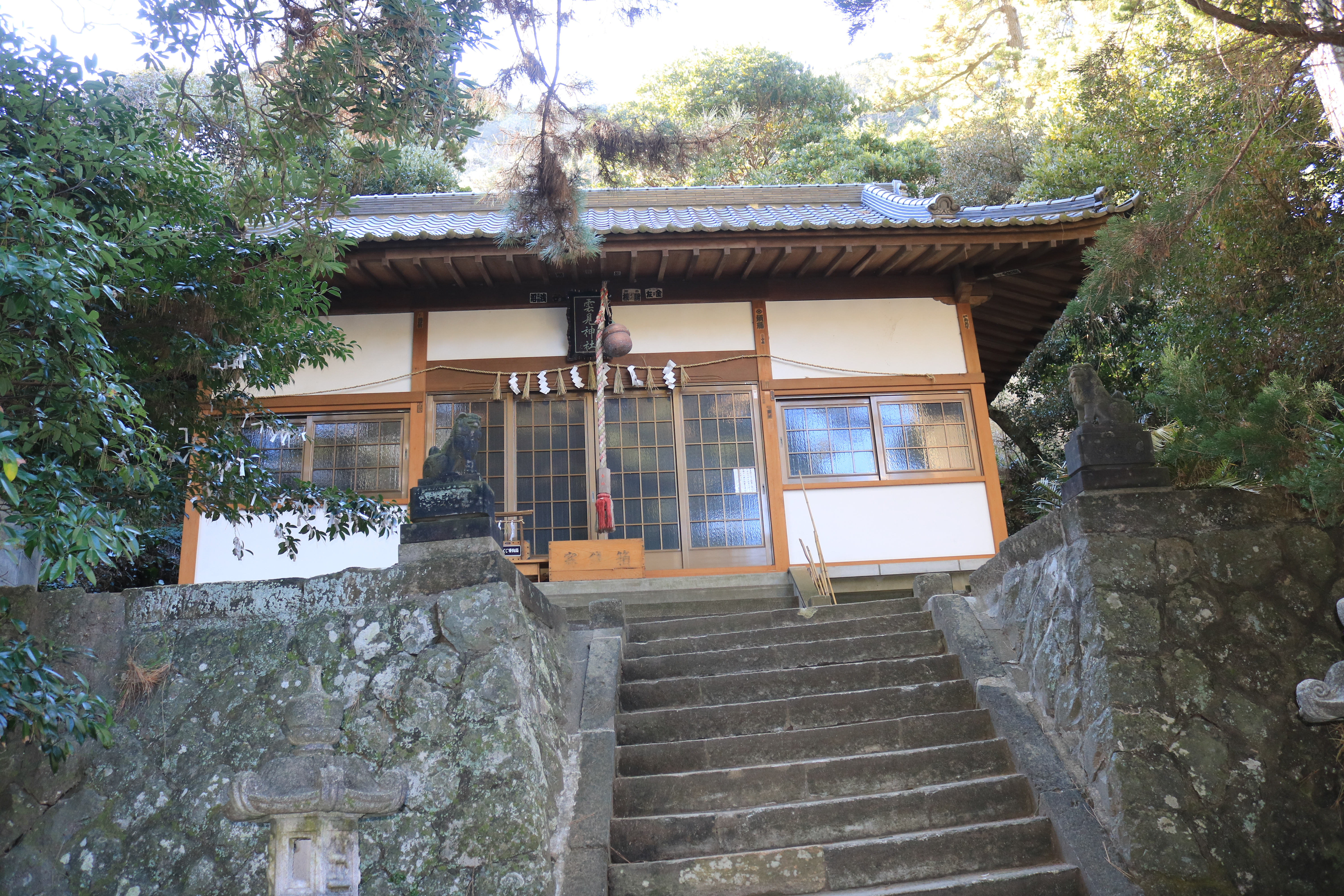
中腹にある雲見浅間神社の拝殿
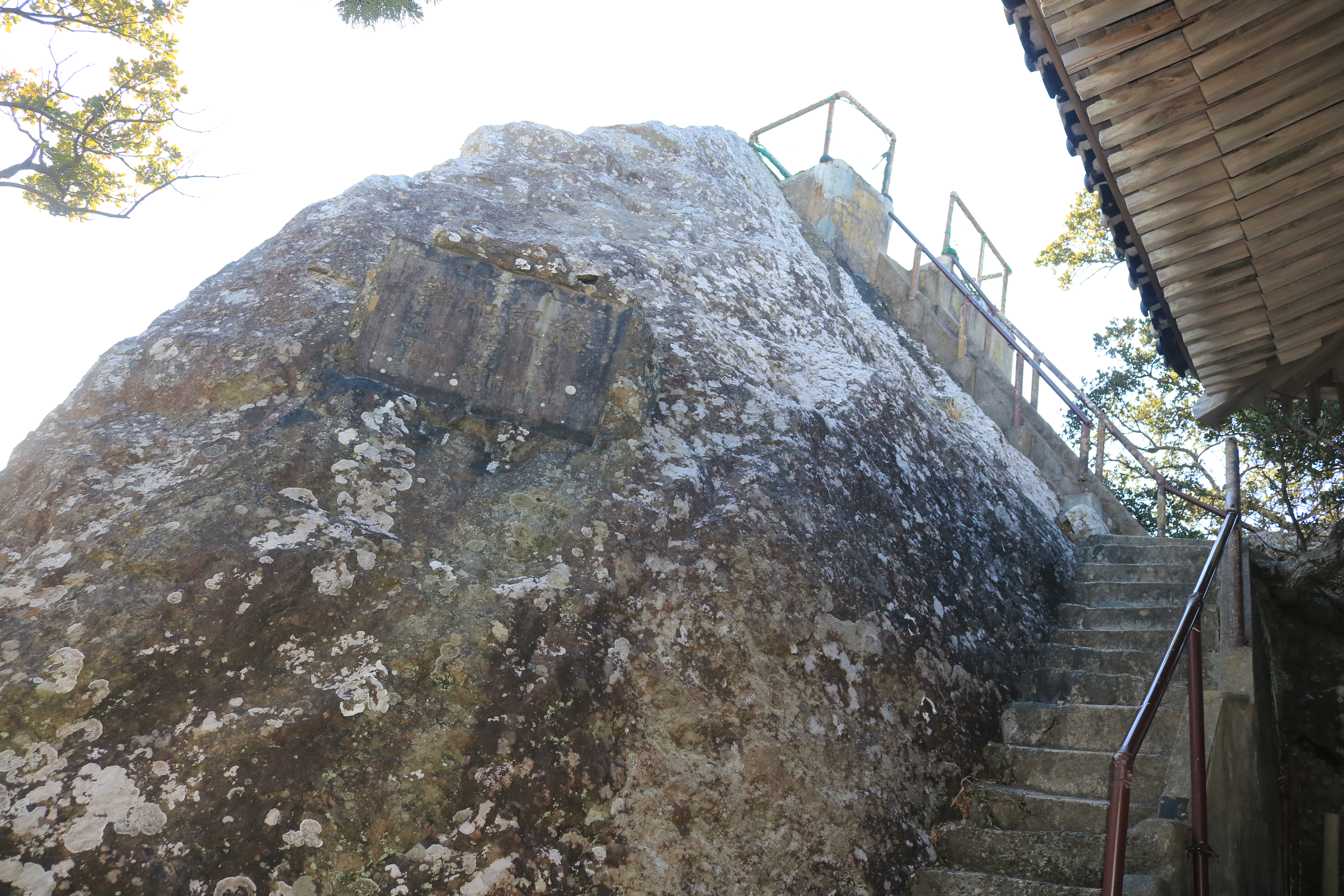
山頂の雲見浅間神社の本殿横にある大岩上の展望台

## 地理
伊豆半島の最西端に位置する。東山麓の雲見の集落には雲見温泉があり、その北側には雲見漁港がある。山域の北東端に位置する岩場には、「雲見想い出岬」の展望台がある。東山麓には太田川が流れ、雲見漁港に注ぐ。その河口付近にある国道136号の雲見大橋から山全体を望むことができる。

### 周辺の山
南南西にある高通山の頂上付近にある南伊豆歩道（波勝崎歩道）の北側展望台から山全体を望むことができる。
| 山容                                                  | 山名     | 標高(m) | 三角点等級 基準点名 | 烏帽子山からの 方角と距離(km) | 備考       |
| ----------------------------------------------------- | -------- | ------- | ------------------- | ----------------------------- | ---------- |
| 高通山から望む笠野山（中央部）（2018年1月13日撮影）   | 笠野山   | 358.27  | 三等 「岩知村」     | 東北東 2.8                    |            |
| 北東側から望む雲見漁港と烏帽子山（2018年1月13日撮影） | 烏帽子山 | 162     |                     | 0                             | 火山岩頸   |
| 雲見漁港から望む高通山（右奥）（2017年2月11日撮影）   | 高通山   | 518.61  | 三等 「雲見村」     | 南南東 2.3                    | 南伊豆歩道 |

### 交通・アクセス

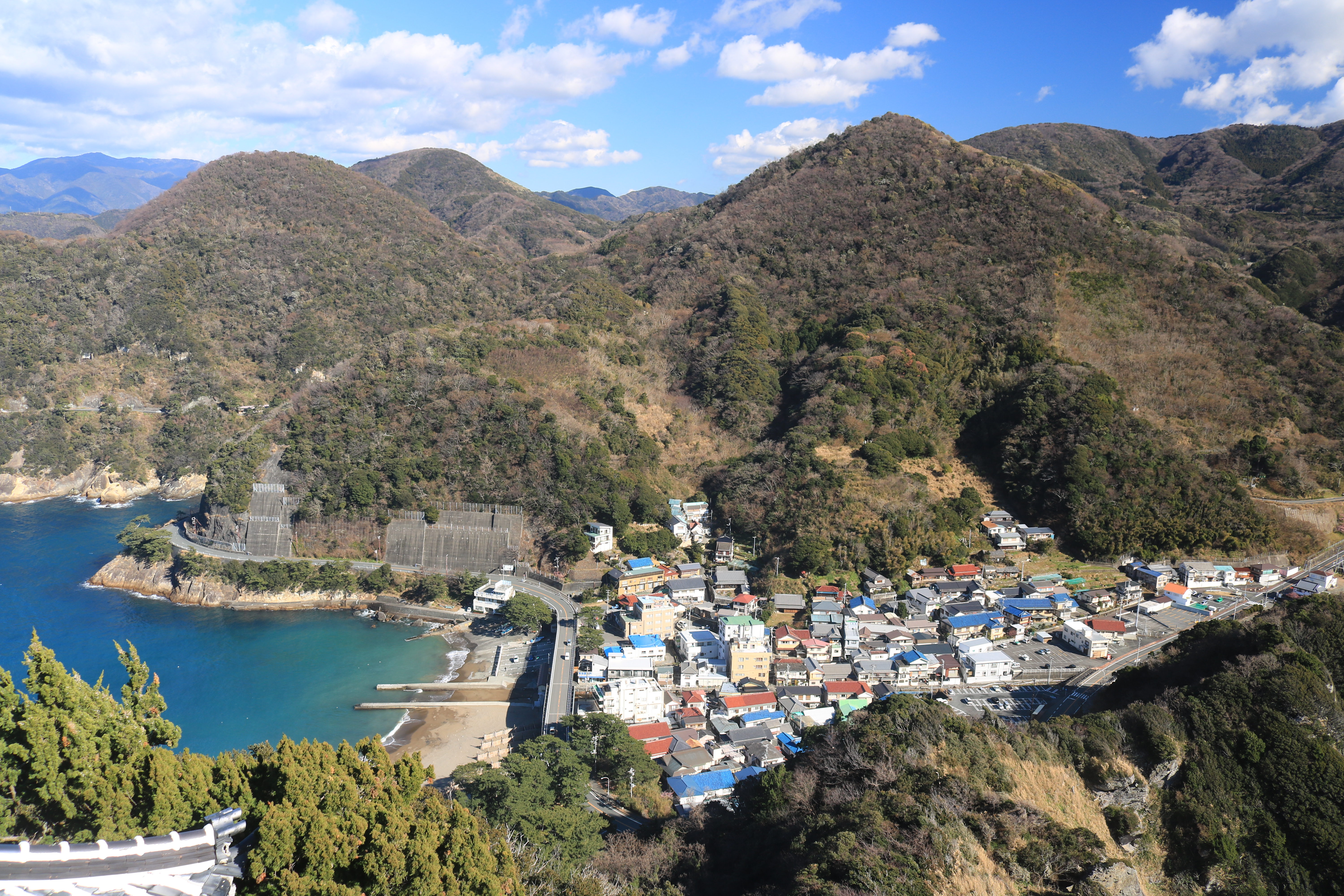
東山麓に国道136号が通り、雲見浜のバス停がある

東山麓に国道136号が通る。その沿線に西伊豆東海バスの雲見浜のバス停があり、山頂の約400 m東に位置する。賀茂郡西伊豆町仁科にある堂ヶ島マリンにより、堂ヶ島から雲見崎、千貫門や波勝崎を巡る「千貫門クルーズ」の遊覧船が運航されている。
- 伊豆急行線伊豆急下田駅の西北西19 kmに位置する[2]。
- 伊豆縦貫自動車道（天城北道路）大平インターチェンジの南西32 kmに位置する[1]。

## 烏帽子山の風景
海から急勾配で立ち上がる迫力ある山容。

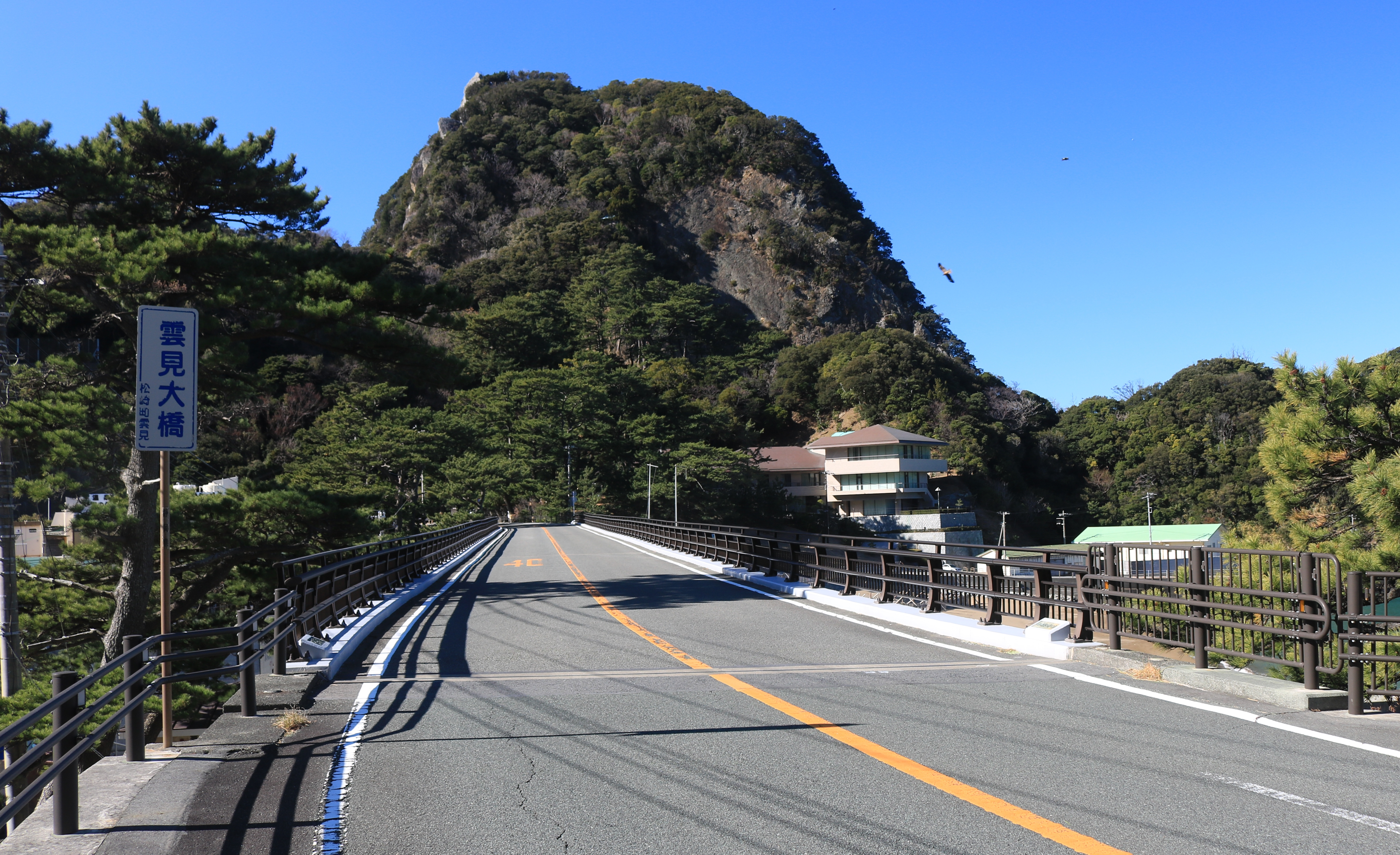
東側から 太田川に架かる国道136号の雲見大橋から望む烏帽子山
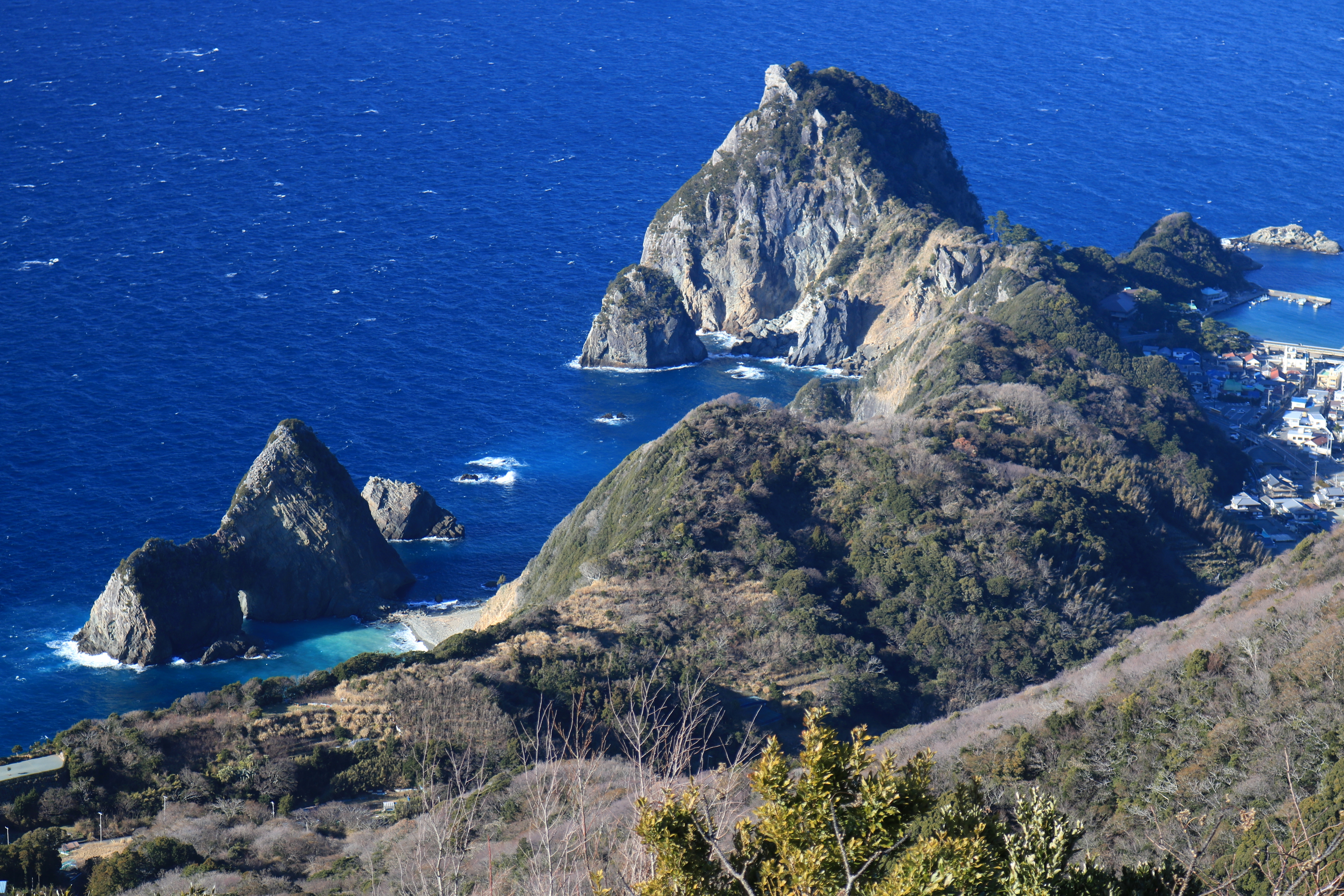
南南東側の高通山から 千貫門（左）と烏帽子山（中央奥）
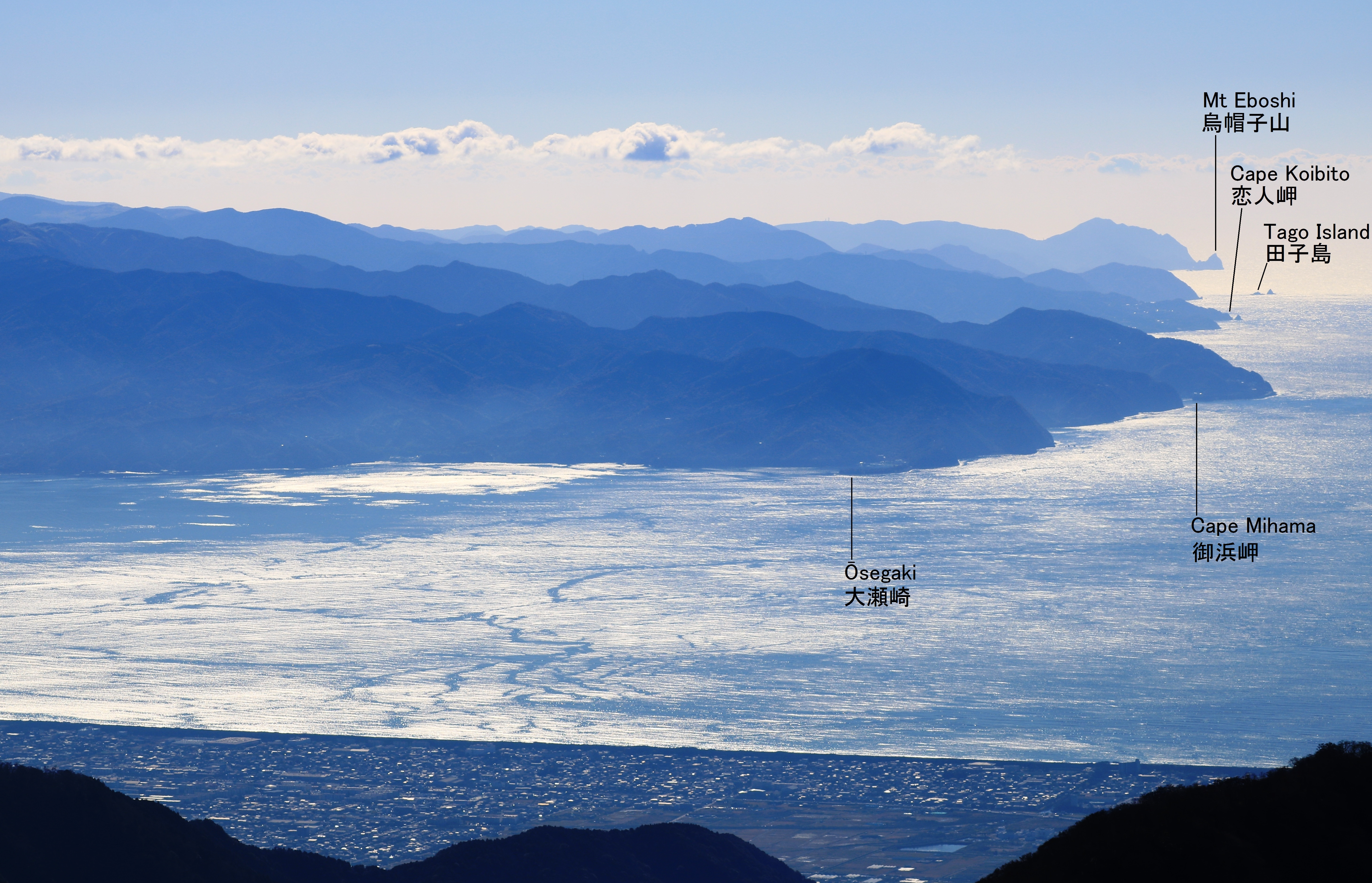
北側の越前岳から望む伊豆半島の西海岸 手前から大瀬崎、御浜岬、恋人岬、田子島（灯台）、右奥の伊豆半島の最西端に位置する烏帽子山

## 烏帽子山からの眺望
ウィキメディア・コモンズには、烏帽子山から眺望に関するカテゴリがあります。

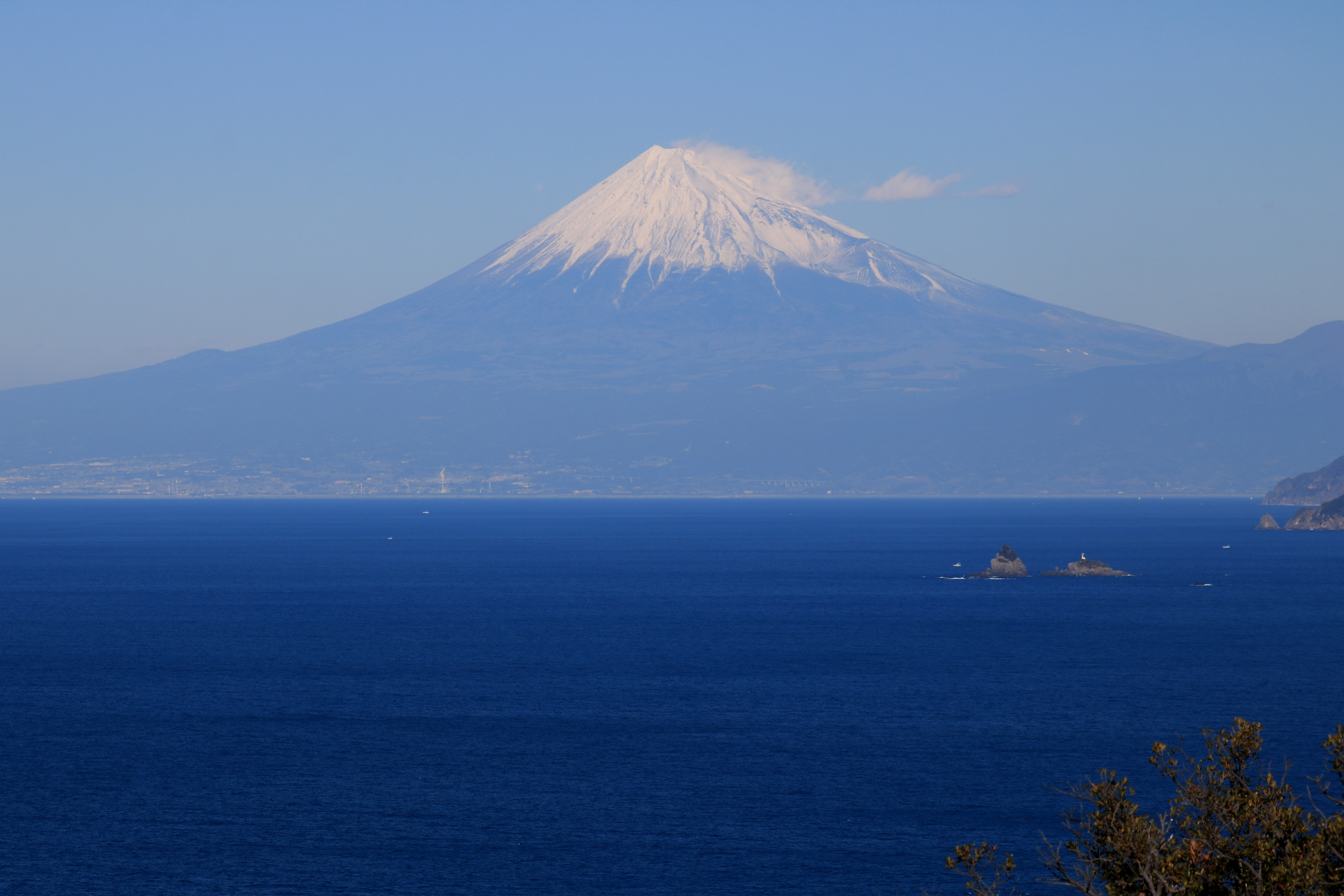
北側に富士山
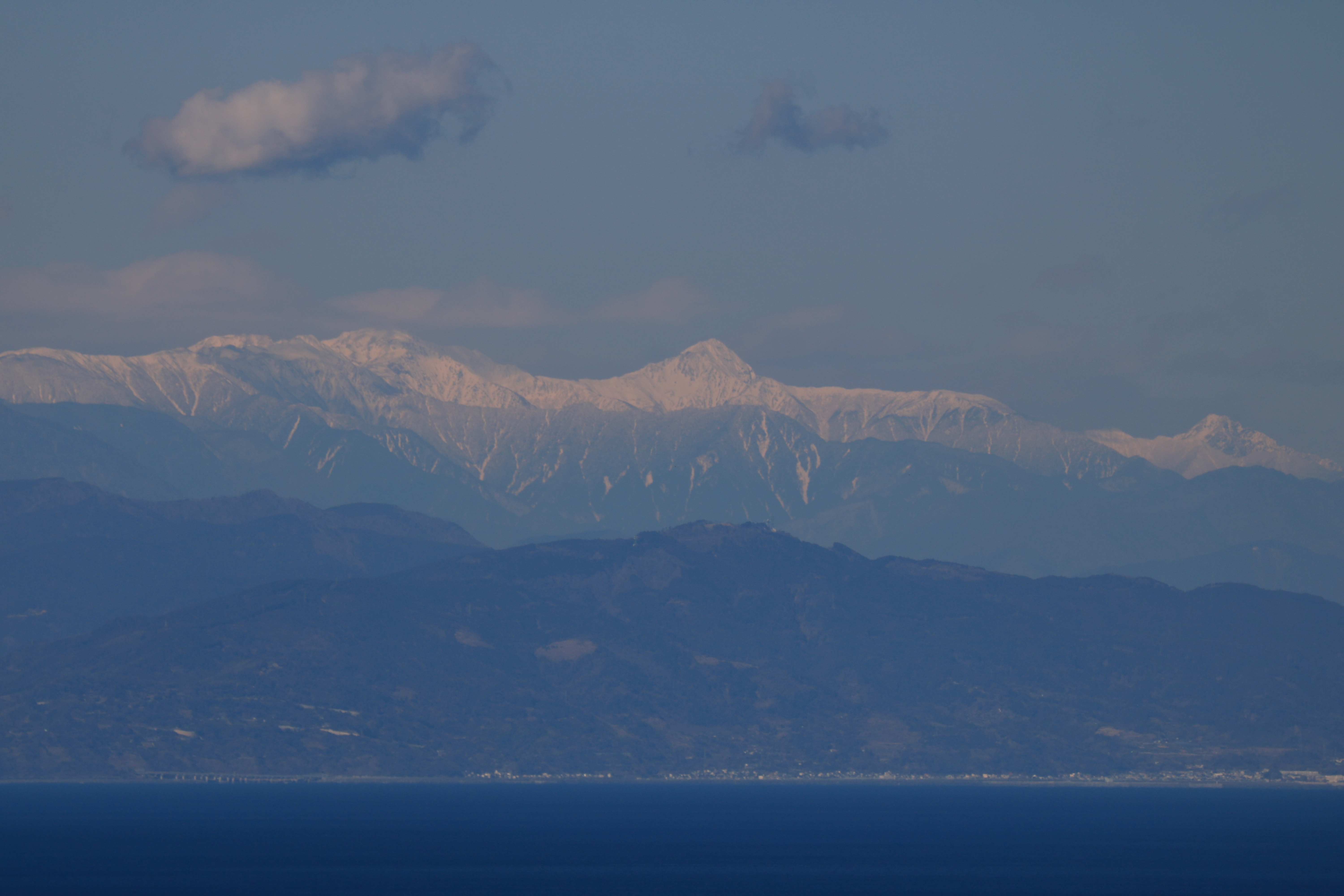
北北西側に南アルプスの北岳
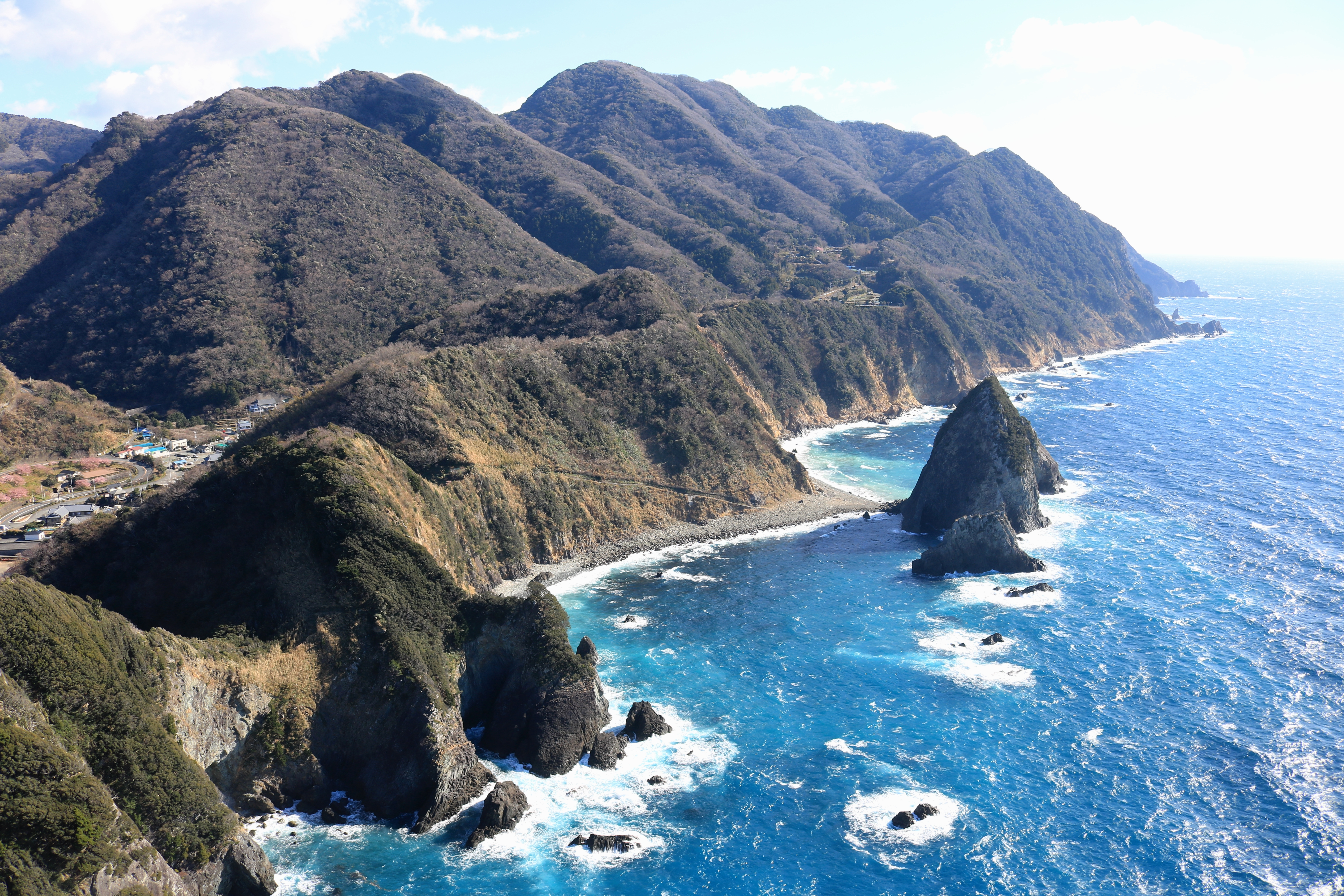
南側に千貫門（中央）と高通山（中央奥）